# Testimoni flavià
Es coneix com a testimoni flavià la menció a Jesús de Natzaret feta per l'historiador jueu Flavius Josephus en el capítol XVIII de la seva obra Antiguitats judaiques, (Ἰουδαϊκὴ ἀρχαιολογία).
| «                    | Ananies era un saduceu sense ànima. Va convocar astutament al Sanedrí en el moment propici. El procurador Festo havia mort. El successor, Albí, encara no havia pres possessió. Va fer que el sanedrí jutjara a Jaume, germà de Jesús, qui era anomenat Crist, i a alguns altres. Els va acusar d'haver transgredit la llei i els va entregar perquè fossin apedregats. | » |
| — (Ant., XX, ix, 1). | |   |

Flavius Josephus va escriure també sobre un parent de Jesús, en el capítol XX.

## Altres testimonis
El testimoni flavià, junt amb les referències que en fan Suetoni, Tàcit i Plini el Jove, són les úniques fonts no cristianes sobre la figura de Jesús de Natzaret.
L'any 120, Suetoni escriu sobre esdeveniments de l'any 51 i diu que l'emperador Claudi va expulsar de roma els jueus perquè, per la influència de "Crist", van arribar a ser causa permanent de desordre.
Tàcit, el gran historiador romà, a un text de l'any 117, escriu a propòsit de l'incendi de Roma de l'any 64, atribuït a Neró. Neró per negar-ho va acusar els cristians, anomenats així per Crist, que havia estat entregat al suplici pel procurador Ponç Pilat durant el principat de Tiberi.
Trobem també el testimoni de Plini el Jove que escriu consultant a Trajà, l'any 110 aproximadament, sobre un gran problema socioeconòmic que tenien a causa d'una secta, els Cristians, que un cop per setmana, anaven a pregar i cantaven un himne al seu Déu, Jesús de Natzaret que fou condemnat a mort en temps de Ponç Pilat. La carta deia que es reunien i menjaven carn humana. El problema sòcio-econòmic venia donat perquè ja no compraven animals per sacrificar-los.